# Calle 215 (línea de la Séptima Avenida–Broadway)
La Calle 215 es una estación local en la IRT Broadway–Línea de la Séptima Avenida del metro de Nueva York. Localizada en la intersección de la calle 215 y  la Décima Avenida en Manhattan barrio de Inwood. Los trenes de la línea 1 prestan servicios en esta estación, durante todo el día.
El trabajo artístico de 1991 que está aquí se llama Naturaleza Elevad I-IV por Wopo Holup. También se encuentra en las otras cuatro estaciones de la línea.

## Conexiones de buses
- M100